# Hermann VII de Bade-Bade
Hermann VII, né en 1266 et mort le 12 juillet 1291, est co-margrave de Bade-Bade de 1288 à 1291 et comte d'Eberstein.

## Biographie
Fils de Rodolphe Ier de Bade-Bade et de Cunégonde d'Eberstein. Il appartint à la première branche de la Maison de Bade, elle-même issue de la première branche de la Maison de Zähringen. Hermann VII reçut en 1291 le monastère de Weissenburg et le territoire de Bietigheim. Hermann VII de Bade-Bade fut inhumé au monastère de Lichtenthal.

## Famille
Hermann VII de Bade-Bade épousa en 1278 Agnès de Truhendingen (morte en 1309), (fille du comte Frédéric de Truhendingen). Quatre enfants sont nés de cette union :
- Hermann VIII (mort en 1300)
- Frédéric II, margrave de Bade-Eberstein
- Rodolphe IV, margrave de Bade-Pforzheim
- Jutta (morte en 1327)

## Sources
- Anthony Stokvis, Manuel d'histoire, de généalogie et de chronologie de tous les États du globe,depuis les temps les plus reculés jusqu'à nos jours, préf. H. F. Wijnman, Israël, 1966, Chapitre VIII. « Généalogie de la Maison de Bade, I. »  tableau généalogique no 105.
- Jiří Louda & Michael Maclagan, Les Dynasties d'Europe, Bordas, Paris 1981  (ISBN 2040128735) « Bade Aperçu général », Tableau 106 & p. 210.